# Rietumu Banka
Rietumu — латвийский частный коммерческий банк, создан в 1992 году.
Специализируется на финансовых услугах для бизнеса и частных лиц. Один из крупнейших частных банков в Балтии, крупнейший банк с местным капиталом в Латвии. Штаб-квартира — Rietumu Capital Centre — находится в Риге.

## Краткая информация о деятельности
Банк Rietumu занимает пятое место среди банков Латвии по объёму активов. Важная часть деятельности Rietumu традиционно была сосредоточена на внешних рынках, но с 2018 года банк фокусируется на работе в Латвии, других странах Балтии и ЕС.
В 2018 году в законодательстве Латвии значительно изменились требования к оценке рисков клиентов. Rietumu принял решение о прекращении отношений с клиентами неприемлемо высокого риска и трансформации собственной бизнес-модели. Эта работа получила высокую оценку министра финансов Латвии и представителя Минфина США.
Основным направлением деятельности Rietumu в настоящее время является обслуживание предприятий, в том числе реализация индивидуально разработанных кредитных и инвестиционных проектов. Банк содействует экспансии латвийских и балтийских компаний на новые рынки, финансирует проекты в сфере промышленного производства, коммерческой и жилой недвижимости, сотрудничает с финтех-компаниями и «зелёной экономикой». Банк продолжает обслуживать состоятельных частных лиц, предлагая в том числе сервис wealth management.

## История
1992 — 1999
Основание и начало деятельности
Rietumu Banka был основан и зарегистрирован в Регистре предприятий Латвийской Республики 14 мая 1992 года.
В 1995 году он стал пятым банком Латвии по объёму активов. В том же году было начато создание сети региональных информационных центров в городах СНГ и региона Балтии.
В 1996 году Rietumu Banka начал предлагать клиентам различные трастовые программы, что впоследствии сыграло важную роль в стратегии развития банка.
В 1997 году в должность президента Rietumu Banka вступил Майкл Борк, который до этого в течение пяти лет работал советником президента Банка Латвии в рамках программы Phare.
В 1998 году банк открыл несколько новых филиалов и продолжал развивать обслуживание корпоративных клиентов (Corporate Banking), что в 1999 году позволило Rietumu Banka занять лидирующие позиции в обслуживании юридических лиц среди банков Латвии.
В 1999 году Rietumu Banka начал принимать депозиты в евро.
2000 — 2008
Годы роста
В 2001 году Rietumu Banka приобрёл 100 % акций Saules Banka, войдя в первую пятёрку коммерческих банков Латвии.
В конце 2001 года и в 2002 году Rietumu Banka выпустил эксклюзивные платиновые карты Eurocard/MasterCard Platinum и VISA Platinum.
В 2003 году одним из приоритетных направлений деятельности банка стало бизнес-кредитование.
В 2004 году банк выпустил чиповые карты VISA и полностью перешёл на единую систему нумерации счетов в ЕС — IBAN (International Bank Account Number). В том же году Rietumu Banka приобрёл российскую брокерскую компанию Eco Save и создал новую инвестиционную компанию RB Investment.
В 2005 году 33 % акций банка были приобретены гражданином Ирландии Дэрмотом Дэсмондом (Dermot Desmond). Банк начал строительство нового центрального офиса — Rietumu Capital Center, выпустил чиповые карты MasterCard и Maestro и предложил клиентам новую, современную платформу для операций на валютном рынке.
В 2006 году Rietumu Banka получил синдицированный кредит в размере 60 миллионов евро, который был организован ЕБРР, а также синдицированные коммерческие кредиты на 110 миллионов евро от более чем 20 банков из разных стран мира. Президентом банка стал Александр Калиновский.
В 2007 году Rietumu Banka открыл представительство в Бухаресте и продлил аккредитацию представительства в Минске. Банк получил ещё один синдицированный коммерческий кредит в размере 120 миллионов евро сроком на три года (в число синдицированных участников вошли 19 банков из разных стран мира).
В 2008 году банк расширил свою деятельность в странах СНГ, став совладельцем группы WestLeasing в России и Беларуси, а также совладельцем украинской брокерской фирмы «Ощадна компанія». Подразделение банка RB Asset Management начало предлагать услуги по управлению активами: собственный инвестиционный фонд, портфели международных инвестиционных фондов и структурированные ноты. Был открыт новый центральный офис банка Rietumu Capital Centre.
2009 — 2017
Развитие после кризиса и 25-летие
В 2009 году Rietumu Banka стал единственным банком в Латвии, который работал с прибылью после финансового кризиса. Была внедрена новая система идентификации клиентов Rietumu ID, расширен сервис персональных менеджеров для всех клиентов, предложены различные варианты торгового финансирования, гибкие типы депозитов, покупка золотых слитков и монет, инвестиционные продукты. Претерпели изменения логотип банка и корпоративная стилистика.
В 2010 году Rietumu Banka предложил клиентам программу поддержки получения вида на жительство в Латвии, которая предоставляет возможность свободного перемещения по территории стран Шенгенского договора. Президентом Rietumu Banka стал Александр Панков. Гонконгский бизнесмен Балрам Чаинрай (Balram Chainrai) вошёл в число акционеров банка, приобретя 5-процентный пакет акций.
В 2011 году Rietumu Banka открыл представительство в столице Армении — Ереване, а также предложил своим корпоративным клиентам полный спектр услуг электронной коммерции, включая интернет-эквайринг по европейской лицензии. Банк расширил географию кредитования в России и других странах СНГ, начал предоставлять клиентам помощь в привлечении средств еврофондов и разработал новую услугу — арт-банкинг (art-banking).
В 2012 году Rietumu Banka открыл представительство банковского партнёра в Шанхае. Под эгидой банка в Риге состоялась первая международная конференция по электронной коммерции eCom21, которая привлекла более 250 профессионалов рынка из России и других стран СНГ, а также из Европы и Соединённых Штатов Америки.
В 2013 году Rietumu Banka представил новую кредитную карту класса Platinum — Jūrmala. В 2014 году банк внедрил удобную и безопасную систему виртуальной идентификации с помощью встроенного Digipass for Mobile© для клиентов, работающих с банком с мобильных устройств. Была успешно закрыта ограниченная эмиссия привилегированных акций, в ходе которой были подписаны 13,3 миллиона привилегированных акций.
В 2015 году Rietumu Banka создал специальное приложение для смартфонов, которое получило сертификат уровня PCI-DSS 1, удостоверяющий максимальную безопасность данных держателя карты. Благодаря новому онлайн-приложению iRietumu для устройств на базе Android и Apple Watch клиенты получили ещё более удобный удалённый доступ к своим счетам.
В 2016 году банк предоставил возможность автоматически и безопасно получать структурированные данные по инвестиционным портфелям с помощью JSON API — Rietumu Broker Link: информацию о позициях, движении финансовых инструментов по счетам, а также банковские выписки. [1] Компания Rietumu Asset Management (RAM) разработала новые инвестиционные продукты, в том числе инвестиционный портфель Industry 4.0 и портфель индивидуальных облигаций для крупных инвесторов Target Maturity Bonds.
В 2017 году Rietumu Banka отметил 25-летний юбилей деятельности. В том же году Rietumu Banka начал сотрудничать с ведущей платформой Германии по размещению депозитов ZINSPILOT, получив, таким образом, доступ к рынку сберегательных накоплений этой страны, который является крупнейшим в Европе. Rietumu Banka стал первым латвийским банком, начавшим такой проект в области финансовых технологий. Банк начал сотрудничество со StartinLV — ассоциацией, объединяющей несколько десятков перспективных латвийских стартапов.
2018
Новые направления коммерческой деятельности
Весной 2018 года латвийский финансовый сектор испытал значительную нестабильность, вызванную обвинениями в отмывании денег, выдвинутыми министерством финансов США в адрес латвийского ABLV Banka. Одновременно на уровне контролирующих институтов финансового рынка вспыхнул громкий коррупционный скандал. В результате латвийские органы надзора за финансовым рынком и законодательные власти приняли ряд решений, которые существенно ограничивали сотрудничество банков с нерезидентами, особенно с клиентами с повышенной степенью риска. В это время Rietumu Banka принял решение кардинально изменить бизнес-модель и сосредоточиться на обслуживании клиентов из Латвии, стран Балтии и других государств ОЭСР. В рамках процесса трансформации бизнес-модели Rietumu Banka прекратил работу с примерно 4000 клиентами с повышенным уровнем риска. Эта работа получила высокую оценку со стороны латвийских надзорных органов и зарубежных партнёров.
В то же время произошла смена руководителя банка. Возглавить работу по реализации новой бизнес-модели было поручено многолетнему представителю топ-менеджмента Rietumu Banka Рольфу Фулсу.
Основным регионом активности банка становится Балтия и другие страны ЕС. Rietumu по прежнему фокусируется на обслуживании корпоративных и крупных частных клиентов. Одним из фокусов новой стратегии является кредитование бизнеса, что уже в короткие сроки приносит позитивный результат.
Rietumu вошёл в десятку наиболее высоко оценённых компаний страны в рейтинге ТОП 101 — ежегодном исследования рыночной стоимости предприятий, которое проводит финансовая компания Prudentia в сотрудничестве с фондовой биржей Nasdaq Riga.
Rietumu выступил спонсором Латвийской сборной на Чемпионате мира по хоккею, где команда нашей страны вышла в четвертьфинал.

## Акционеры, совет и правление
Основными акционерами Rietumu Banka на конец 2017 года были Boswell (International) Consulting Limited (33,11 %, единственный владелец — Дэрмот Дэсмонд), ООО Esterkin Family Investments (33,12 %, единственный владелец — Леонид Эстеркин), ООО Suharenko Family Investments (17,34 %, единственный владелец — Аркадий Сухаренко).
Всостав совета банка входят Леонид Эстеркин, Аркадий Сухаренко, Брендан Мёрфи, Дермот Десмонд и Валентин Блюгер.
С 2021 года председателем правления Rietumu Banka является Елена Бурая. До этого назначения она курировала в правлении банка сферу корпоративных финансов и инвестиций, юридическую службу, а также работу предприятий группы Rietumu. Елена Бурая входит в Топ-100 успешных бизнес-леди Латвии по версии журнала Forbes.
Членами правления банка являются также Руслан Стецюк (заместитель председателя), Михаил Бирзгалс и Владлен Топчиян.

## Финансовые показатели
В условиях глобального спада и неопределённости на фоне пандемии банк показал стабильные результаты и высокую устойчивость. Чистая аудированная прибыль по итогам 2020 года составила 18.1 млн евро, что сопоставимо с 2019 годом. Активы в этот период составили 1.5 млрд, вклады клиентов 1.1 млрд, капитал и резервы — 324 млн евро. На высоком уровне остаются показатели эффективности: отдача на активы (ROA) после уплаты налогов 1,25 %, отдача на капитал (ROE) после уплаты налогов 5,84 %, достаточность капитала — 22,76 %.

## Противоречивые события
В 2017 году суд первой инстанции в Париже вынес решение о наложении на банк Rietumu штрафа в 80 млн. в рамках процесса, начатого ранее в отношении французской компании France Offshore в связи с уклонением от уплаты налогов. Банк подал апелляцию на это решение, и в 2021 году Апелляционный суд в значительной степени пересмотрел решение первой инстанции, — в пользу банка. Международная пресса назвало такое решение суда победой Rietumu.
Апелляционный суд снизил размер штрафа до 20 млн евро. Rietumu в своих комментариях заявил о своей невиновности и о готовности отстаивать эту позицию, «используя возможности, которые предоставляет система правосудия Евросоюза». Банк также сообщил, что заблаговременно создал резервы на случай потенциального применения штрафных санкций.
К противоречивым событиям стоит добавить события 2018 года, когда в период кампании за «капитальный ремонт финансовой системы Латвии» Rietumu блокировал средства части клиентов и в дальнейшем прекратил сотрудничество ними, закрыв их счета.

## Достижения и награды
В 2004 году международный финансовый журнал Global Finance назвал Rietumu Banka лучшим банком в Латвии в сфере валютных операций. В 2009 году Rietumu Banka впервые победил в конкурсе Russian Wealth Management Awards 2009 в номинации «Лучший банк в странах СНГ и Балтии». В последующие годы банк получал эту премию ещё несколько раз.
Журнал Banker отметил, что Rietumu Banka занимает второе место на быстро растущем банковском рынке Центральной Европы. Журнал Business New Europe назвал Rietumu Banka лучшим банком в Латвии по результатам ежегодных исследований банковской деятельности в новом европейском

## Банк и общество
В 2007 году Rietumu Banka основал свой Благотворительный фонд (Rietumu Bankas Labdarības fonds), приоритеты которого — поддержка проектов в области социального обеспечения, роста благосостояния детей и молодёжи, развития образования и науки, а также сохранения и популяризации художественных и культурных ценностей. С момента своего основания Благотворительный фонд Rietumu Banka поддержал и принял участие в реализации нескольких сотен проектов по всей Латвии.
Председателем Благотворительного фонда является Инга Шина, членом правления — Сергей Гродников. Деятельность фонда контролируется советом под председательством Аркадия Сухаренко.
Наряду с благотворительной деятельностью, фонд Rietumu Banka традиционно поддерживает латвийскую культуру.
Банк является владельцем значительной коллекции произведений латышской классической живописи, организует регулярные выставки художников в помещениях Rietumu Capital Centre.
Rietumu Banka и его фонд оказывают поддержку многим культурным мероприятиям, помогая, например, в проведении концертов Балтийских музыкальных сезонов, Всемирного джазового фестиваля World Jazz Festival, международных театральных фестивалей, различных художественных выставок и музейных экспозиций.
В 2018 году Rietumu Banka был одним из главных спонсоров сборной команды Латвии по хоккею.